# 直销银行
直銷銀行（英語：direct bank），或稱虛擬銀行（英語：virtual bank）、數字銀行，是指主要透過互聯網或其他形式的電子傳送渠道而非實體分行提供零售銀行服務的銀行。直銷銀行通常沒有任何分行網絡，並通過網上銀行和電話銀行或獨立的銀行代理以網絡提供遠程服務，也可以通過ATM（通常通過銀行間網絡聯盟）、郵件和電話。因此，虛擬銀行可顯著降低維護分行網絡的成本。
隨著1990年代初期在線銀行技術的出現，直銷銀行的概念得到了重視，這導致了許多直銷銀行的誕生，儘管許多直銷銀行歸傳統銀行所有，甚至只提供在線儲蓄賬戶，但因為這些銀行的運營成本效益很高，這些銀行通常提供比傳統競爭對手更高的利率。自2000年代中期以來，網上銀行和電話銀行已成為零售銀行業務的支柱，大多數銀行已將其納入其核心服務，並改造或縮減其分行網絡以反映直銷銀行的優勢。

## 歷史
1989年10月1日， First Direct在英國推出了電話銀行服務，成為了世界上第一家功能齊全的直銷銀行之一。它是當時的米德蘭銀行的子公司，率先通過呼叫中心提供無分行和24小時服務的概念。
與此同時，出現了"純互聯網銀行"或“虛擬銀行”。這些銀行沒有傳統的銀行基礎設施，例如分行網絡，這是一種節省成本的功能，使他們中的許多人能夠提供比大多數傳統銀行更高利率的儲蓄賬戶和更低利率的存款。虛擬銀行可以在沒有大量基礎設施的情況下通過單台PC和服務器管理虛擬銀行帳戶。然而，最初消費者在通過互聯網進行貨幣交易時猶豫不決，尤其是與他們無法面對面交易的實體。
美國首批功能齊全的直銷銀行之一是安全第一網絡銀行(SFNB)，它於1995年10月推出，是第一家由聯邦存款保險公司投保的直銷銀行。雖然SFNB 在最初幾年沒有賺到多少利潤，但它證明了直接銀行的概念是可行的。
一些虛擬銀行只專注於在線儲蓄賬戶，為客戶提供比傳統銀行更高的利率。ING Direct是最早也是最成功的採用者之一，該銀行於1997年在加拿大推出了第一家銀行，其所有者於2010年左右在將其出售之前將其擴展到英國、澳大利亞和美國等地。
First-e是歐洲首批提供全方位服務的直銷銀行之一，它由總部位於都柏林的互聯網孵化器公司ENBA 推出，獲得法國銀行Banque d'Escompte的銀行牌照。於1999年9月在英國首次推出，引起了相當大的關注，從而在整個歐洲產生了更多此類企業。經過大約兩年的運營，它在互聯網泡沫破滅期間關閉了運營。Prudential plc則於1998年10 月作為直銷銀行推出了競爭對手Egg Bank，但它花了幾年時間才成為提供全方位服務的虛擬銀行。
亞洲第一家虛擬銀行是finatiQ，它是新加坡華僑銀行(OCBC) 的一個部門，於2000年4月成立。於2011年關閉，其業務併入主流銀行結構。
在香港，為推動香港的金融科技和創新，金管局於2018年5月30日發出《虛擬銀行的認可》指引，容許虛擬銀行申請銀行牌照。2019年3月27日，香港金融管理局宣佈發出首批虛擬銀行牌照，由Livi VB，SC Digital Solutions Limited和眾安虛擬金融有限公司等中標。

## 保障
- 美國：絕大部分的虛擬銀行都由聯邦存款保險公司(FDIC)投保，為客戶的資金提供與傳統銀行相同級別的保障。
- 香港：所有持牌虛擬銀行須加入存款保障計劃。[6]同時，虛銀申請牌照時，須向香港金融管理局提交詳盡的業務計劃，證明其有充足財政實力，並要持續接受金管局監管。[7]